# گریمسبی، انتاریو
گریمسبی، انتاریو (به انگلیسی: Grimsby, Ontario) یک منطقهٔ مسکونی در کانادا است که در شهرستان نایاگارا واقع شده‌است. گریمسبی ۲۷٬۳۱۴ نفر جمعیت دارد.